# Джапуа, Исмаил
Исмаил Джапуа (также известен как Исмаил Аджапуа) (абх. Аџьапыуа Смел Ажьгьери-иҧа; род Члоу) — абхазский дворянин, выступивший против русских властей в Кавказскую войну.

## Биография
Родился в горном поселке Аймара (ныне часть села Члоу), в конце XVIII или в начале XIX века. В документах того периода указывается наличие дворянского титула. Хотя род Аджапуа принадлежал к сословной прослойке анхаю цкя (свободные жители), дворянский статус мог быть закреплен лично за ним и его потомками (их линия прервалась в середине XX века). Происходил из патронимической ветви «сыновей Мадлея», по имени предка.
В 1835 году члоуцы, ведомые Аджапуа (Джапуа), подняли мятеж против России. Джапуа нападал на укрепления в Илори и Дранда. Совершал нападения на команды, перемещавшиеся по «военной дороге» из Мегрелии в Сухум. Летом 1836 года Джапуа попал в плен. Генерал Розен приказал отправить Джапуа в Тифлис. В ночь на 23 июня его вывели из Драндского укрепления под охраной конвоя. Толпа боевиков сумела отбить Джапуа и скрыться в горы. В 1840 году они предприняли ещё одну попытку мятежа. Дальнейшая судьба Джапуа неизвестна.
Отец — Ажи-гирей. Братья — Кишв и Хусейн. Сыновья — Якуб, Хабидж, Халил.